# Доктор Терн
«Доктор Терн» (англ. Doctor Therne) — мелодраматическая повесть (в оригинале определяемая как роман) английского писателя Генри Райдера Хаггарда, «ответ» писателя на дискуссии о гражданской ответственности и обязательности вакцинации в Великобритании. Книга была посвящена Обществу Дженнера. Опубликована в 1898 году, в 1902 году массовое издание выпустил медиа-магнат Джордж Ньюнс. Повесть, написанная на остросоциальный и злободневный сюжет, вызвала большой резонанс в прессе, в том числе в профессиональных медицинских изданиях, а затем была забыта.
В начале действия главный герой — молодой врач — не в состоянии начать собственную практику. Через много лет он становится частью влиятельного антивакцинаторского движения, получив нежданное наследство, избирается в Парламент, но во время эпидемии чёрной оспы, в немалой степени спровоцированной действиями его партии, теряет от болезни дочь. Её жених публично разоблачает несостоявшегося тестя: пропагандируя вред прививки, тот сам ввёл себе вакцину в начале эпидемии.

## Сюжет
Повесть состоит из тринадцати глав, обозначенных римской цифрой и собственным заглавием. Сюжет линейный, хотя некоторые события поданы в виде воспоминаний главного героя. Описанная в повести эпидемия в самом тексте датирована 1896-м годом, а события в вымышленном английском городе Денчестер разворачивались за двадцать лет до того.
Главный герой, от лица которого ведётся изложение, Джеймс Терн — потомственный врач, выросший на Мадейре. Его отец был вынужден покинуть Англию, ибо был поражён оспой, выжил, но после этого сильно ослабел, заболел чахоткой и был вынужден жить не по средствам в тёплом климате. Получив от дяди небольшое наследство (750 фунтов стерлингов), в двадцать четыре года Джеймс сумел окончить медицинский факультет с золотой медалью, но у него нет денег, связей и репутации, чтобы открыть частную практику. После смерти матери он без жалованья поступил врачом на пароход, чтобы посмотреть на экзотические страны. В Мексике по дороге в Сан-Хосе он встретил молодую американку Эмму Беккер; вместе им пришлось пережить нападение разбойников, а прибыв в город, они оказались в эпицентре оспенной эпидемии. Женитьба принесла Терну пять тысяч долларов приданого, которые жена посоветовала пустить на открытие практики. На малой родине Терна — Денчестере — «царём и богом» стал сэр Джон Белл, бывший ассистент отца Терна, который сразу невзлюбил молодого конкурента. Лишь чудом Терн обрёл репутацию: майор Селби страдал от тромбоза, тогда как Белл поставил ему неверный диагноз. После смерти Селби от закупорки лёгочной артерии вскрытие расставило всё на свои места. Белл разработал изощрённый план мести: навязался принимать роды Эммы Терн, а сам направил Джеймса наблюдать за родами леди Бланш Колфорд. Эмма умерла от родильной горячки; не перенесла рождения ребёнка и леди Бланш, после чего Джон Белл объявил, что родильная горячка заразна и Терн погубил леди Колфорд. Лишь благодаря поддержке влиятельного политика Стивена Стронга суд присяжных оправдал молодого врача, а далее и лорд Колфорд отказался от моральных претензий, которые оценил в 10 000 фунтов стерлингов. Терн к этому времени уже собирался выпить яд. Стронг предложил Джеймсу Терну вступить в его партию, которая одновременно боролась за повышение подоходного налога и против принудительной вакцинации. На выборах Терн неожиданно обходит сэра Томаса Колфорда.
После смерти Стронга вдова всё состояние (191 000 фунтов стерлингов) завещала Терну. Тот стал в Лондоне влиятельным политиком. Большим утешением бывшего врача стала его дочь Джейн, выросшая красавицей. Основное действие разворачивается в 1896 году, спустя двадцать лет. Судьба свела Джейн Терн с доктором Эрнестом Мерчинсоном, принципиальным противником Терна-отца и сторонником вакцинации. Однако Джейн решительно заявила Джеймсу, что выйдет за темпераментного и бедного Мерчинсона, отвергнув жениха-пэра, которого приискал ей отец. На каникулах в Денчестере непонятно откуда взялся рыжий бродяга, вызвав вспышку оспы, от которой в конце концов погибло пять тысяч жителей небольшого города. Терн принципиально выступает против прививок, но в результате, когда заболевает непривитая Джейн (она ухаживала за детьми), она рассказывает отцу, что Эрнест очень хотел её вакцинировать, но она не смела пойти против воли родителя. Джеймс Терн срочно делает себе прививку и дожидается выработки иммунитета, но Джейн умирает, вызвав перед самым концом телеграммой Эрнеста Мерчинсона. Отец в это самое время выступает на предвыборном митинге с двусмысленной речью. На собрание врывается несостоявшийся жених, обрывает рукав пиджака Терна и предъявляет толпе следы сделанной им вакцинации.

Я лишился чувств, и последним, что я услышал, был рёв тысяч разъярённых глоток, в котором звучали презрение и ненависть такой силы, что воспоминание об этом до сих пор преследует меня даже здесь, далеко за морем, куда я бежал из Англии. 
Моя история окончена. Мне больше нечего сказать.

## История создания и публикации

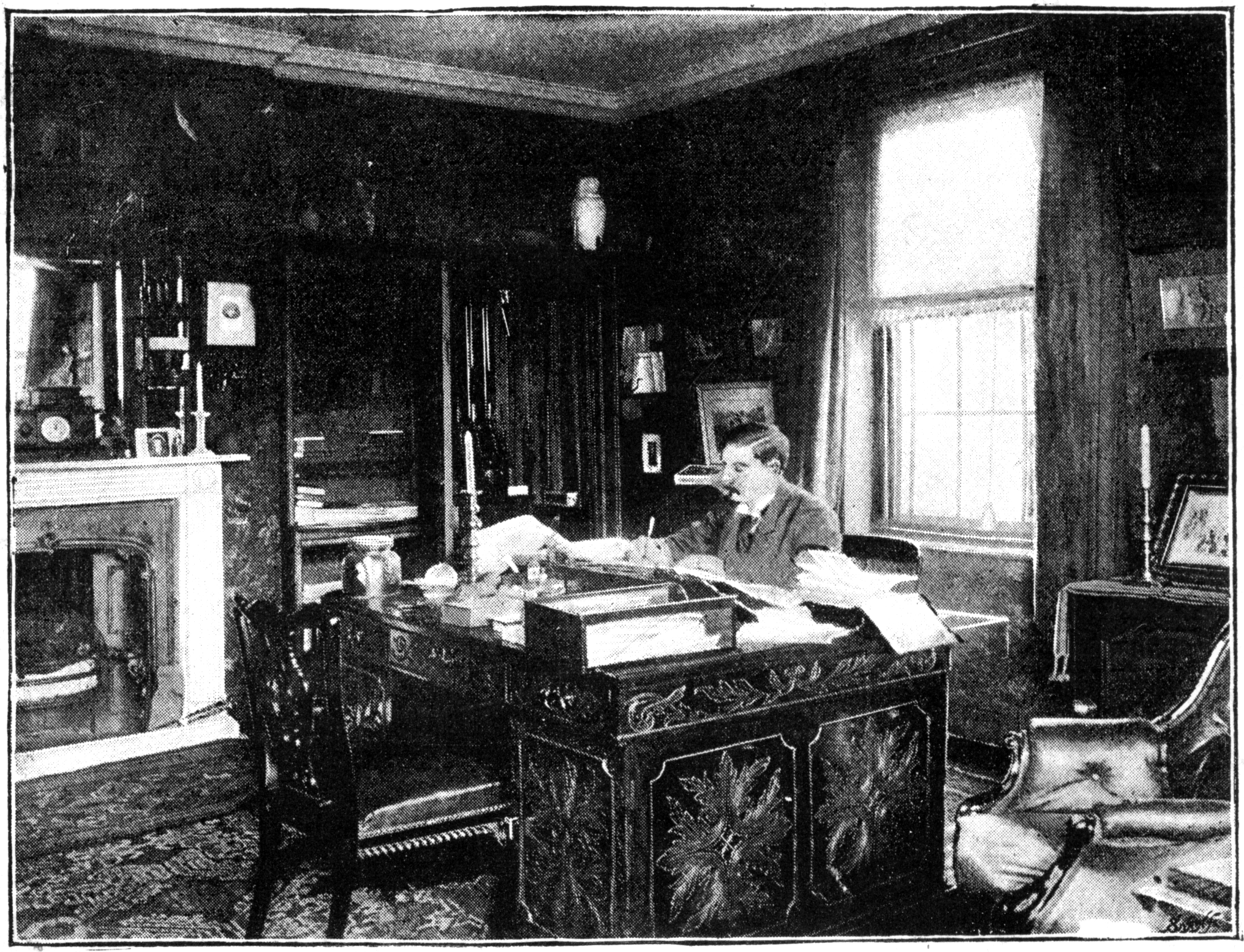
Райдер Хаггард в своём кабинете за работой. Иллюстрация из «The Strand Magazine» (1892, vol. 3, no. 13)

В 1853 году правительство Великобритании впервые в мире обязало всех граждан страны получить прививку от оспы. Акт об обязательной вакцинации был принят на фоне индустриализации и быстрого роста антисанитарии и заболеваемости в промышленных городах. Закон сразу же вызвал сопротивление, так как британцы усмотрели в этом попытку государства вмешаться в частную жизнь и установить над нею контроль. По Акту 1853 года за уклонение от вакцинации полагались штрафы по прогрессивной шкале — вплоть до тюремного заключения. Самые серьёзные протесты антивакцинаторов прошли в Лестере, в котором противники вакцинации были избраны в местные органы власти. Несмотря на то, что законодательство неоднократно корректировалось, к 1890-м годам антивакцинаторское движение не пошло на спад. В 1890 году была назначена Королевская комиссия для совершенствования медицинского законодательства, которая в 1897 году выпустила окончательный законопроект, в котором содержалась статья об отказниках по убеждениям, которым даровалось право не вакцинироваться самим и не делать прививок своим детям. В таком виде закон был принят Палатой общин и ратифицирован правительством, однако в законе осталось не до конца прояснённой проблема, кто именно мог претендовать на отказ от прививок по убеждениям.
20 июля 1897 года Генри Хаггард записал в дневнике (эта запись была воспроизведена в его книге «Год фермера»), что крайне обеспокоен правительственным постановлением о возможности граждан отказаться от вакцинации. С оспой писатель столкнулся во время путешествия в Мексику в 1893 году. Генри Хаггард был настолько огорчён новостями, что немедленно взялся за написание пропагандистского произведения в поддержку вакцинации. Текст был создан примерно за четыре недели — очень быстро, как обычно у Хаггарда. Уже 14 сентября рукопись была отправлена главе издательства — Чарльзу Лонгману. В сопроводительном письме Хаггард сообщал, что «тема болезненна и неприятна, но в трактовке нет ничего, что вызвало бы раздражение читателя», впрочем, он сознавал, что тематика явно непривычна для обычного потребителя его творчества (в письме был использован термин «клиентела»). В результате не удалось договориться ни с одним журналом о выпуске книги с продолжением (Хаггард рассчитывал выпустить повесть весной 1899 года), и Лонгман 28 ноября 1898 года начал продажу десятитысячного тиража одновременно в Лондоне и Нью-Йорке. В Британии цена книги составляла три шиллинга шесть пенсов (приблизительно 20,74 фунтов стерлингов в ценах 2022 года). 9 февраля следующего, 1899 года, Хаггард получил извещение, что было продано 4400 экземпляров книги, которые расходились не слишком активно, впрочем, за предшествовавшие письму десять дней было продано около 100 экземпляров. Также было отпечатано 5000 экземпляров в серии «Longmans Colonial Library», из которых только 1800 поступило в переплёт. В 1899 году последовало англоязычное издание в Лейпциге издательства «Tauchnitz».
В 1900 году Общество распространения христианского знания начало публикацию повести в приходском журнале «The Dawn of Day»; весь текст повести вошёл в 12 номеров журнала, каждый из которых сопровождался тремя иллюстрациями акварелиста У. Стэси. Далее отдельными главами «Доктор Терн» печатался в провинциальных изданиях «Oxford Times», «Exeter’s Western Times», «North England’s Wakefield», а вторая глава была помещена в «West Riding Herald».
В 1902 году в условиях вспышки оспы в Соединённом королевстве медиа-магнат Джордж Ньюнс предпринял массовое издание повести (тиражом 200 000 экземпляров) по цене шесть пенсов; книга получила название «Доктор Терн, антивакцинатор». Хаггард в предисловии объяснил, что побудительным мотивом для него стала реакция главы Антипрививочной лиги из Рэшдена, который после прочтения книги в 1898 году отказался от своих взглядов. После титульного листа в книге была напечатана реклама средства от желтухи и помещён отрывной купон для читателей. В обзоре, помещённом в «The British Medical Journal», цитировался Райдер Хаггард, который заявил, что это его «первый и последний „роман с моралью“».

## Литературные особенности

### Критическое восприятие
На рубеже XIX—XX веков Генри Райдер Хаггард являлся самым издаваемым и продаваемым писателем англоязычного мира, что гарантировало внимание рецензентов к его произведениям. Тем не менее, «Доктор Терн», по выражению Уоллеса Бёрси, «являлся единственным произведением Хаггарда, который можно охарактеризовать как „чистейшую пропаганду“», и в этом плане повесть не вызвала восторгов критиков. Так, в обзоре газеты «The South Australian Register», издаваемой в Аделаиде, основной упор делался на злоключениях доктора Терна и его взаимоотношениях с сэром Джоном Беллом, причём утверждалось, что «сюжет повести не является приятным», хотя и держит внимание читателя до самой развязки. В газете «The Hamilton Review» прямо указывалось на политический подтекст книги, основанный на постановлении Палаты общин, разрешающем отказ от вакцинации. Главный герой назван «идеальным типом заблужденца», который является яростным противником вакцинации, несмотря на то, что его собственный отец пал жертвой болезни. В целом, книга названа «интересной», хотя и представляет собой «учебник морали», а её финал является неожиданным для обычного читателя. Иногда обозреватели оказывались в недоумении: так, в литературной колонке лондонской «Таймс» утверждалось, что роман о вакцинации, несомненно, является новаторским для реалистической прозы, но при этом «любопытно», что за эту тему взялся именно Райдер Хаггард. В декабре в той же газете уже прямо утверждалось, что «книга едва ли будет способствовать укреплению репутации своего прославленного автора».
В обзоре еженедельника «The Spectator» отмечалось, что Хаггард примкнул к когорте писателей, превративших художественную прозу в инструмент социальной реформы. Это не вызвало восторгов критика, который заявил, что писатель впал «в другую крайность»: когда-то он писал для чистого развлечения публики, ныне «низвёл себя до уровня литературного подёнщика». Если его приключенческие романы исследовали первобытность или некие странные сущности «с безопасного отдаления», то «Доктор Терн» описывает «умственное, моральное и даже физическое вырождение». Через неделю Хаггард поместил в этом же журнале открытое письмо с ответом критике, в котором заявил, что именно реалистическая проза прямо содействует «улучшению социальной жизни», и «ничего предосудительного» не может содержаться в желании заботиться о благополучии всего общества. У писателя имеется возможность («пусть надежда на неё и тщетна») побудить других поддержать общее дело, а общественное мнение способно эффективно изменять законы.
Обозреватель «Manchester Guardian» язвительно пожелал, «чтобы как можно меньше романистов утруждалось социальными проблемами». В литературном журнале «Academy», ориентированном на профессиональных читателей среднего и высшего класса, весьма негативно оценили шансы Хаггарда «просвещать антивакцинаторов пролетарского класса» из-за цены его произведения, которая должна быть «грошовой». В консервативной газете «Morning Post» Хаггарда укоряли в потере здравого смысла. Разбирая саму повесть, рецензент отметил, что, кроме первых двух глав, действие которых происходит в Мексике, читатель не обретёт «ни адреналина от приключений», «ни сладости обаяния экзотики»; по-видимому, «Доктор Терн» сможет только укрепить давно установившиеся предубеждения своего читателя.

### Мелодрама
Литературовед Уоллес Бёрси считал, что Хаггард в «Докторе Терне» обратился к мелодраме в духе Чарльза Рида, для того, чтобы привлечь внимание читателей к общественным проблемам своего времени. Лейтмотивом всего повествования является оспа: эпидемия этой болезни погубила карьеру отца главного героя; во время эпидемии этой болезни в Мексике протагонист знакомится со своей будущей женой; два случая оспы в Денчестере привели к знакомству Терна с супругами Стивеном и Мартой Стронгами, которые убедили заняться его политикой на стороне противников вакцинации. Наконец заболевание дочери Джейн и тайная вакцинация доктора Терна приводят к развязке истории: разоблачению и позору. Хаггард очень реалистично описывал заболевание оспой, пытаясь донести до читателя мысль, что именно успехи вакцинации на протяжении XIX века заставили британское общество утратить чувство опасности. Мелодрама сочетается с сатирой, когда Хаггард обрушивается на сильных мира сего, богатых, но невежественных, ибо в Англии деньги определяют не только социальный статус, но и моральные ценности. Не остаётся сомнений, что Терн — это продукт деморализованного и упадочного общества, и потому является жертвой, а не обвиняемым.
Литературовед Ричард Рив выявил некоторые литературные параллели «Доктора…» в контексте викторианской прозы. Он полагал бесспорным влияние на Хаггарда романа Троллопа «Доктор Торн» 1858 года, и — опосредованно — в контексте негативизации викторианской медицины и социальной критики, «Джекилла и Хайда» Стивенсона, и «Мэра Кэстербриджа» Харди. Название книги Хаггарда напоминает заглавие романа Троллопа; оба главных героя имеют степень доктора медицины, Торн практикует в вымышленном Барчестере, Терн — в Данчестере; у Торна на попечении находится племянница, у Терна — дочь. Карьера обоих началась после судьбоносной встречи с сильными и богатыми бизнесменами с радикальными взглядами, обязанными всем в жизни себе самому: инженер-магнат Скэтчерд поддерживает Торна, богатый торговец Стронг — доктора Терна. Торн мучался моральными сомнениями, делая предложение Мэри; а прагматическая приверженность Терна антивакцинаторам воспрепятствовала ему привить Джейн. Сюжет обеих книг включает стандартную для викторианской литературы проблематику крови и благородного происхождения, необходимости выгодного брака для старта карьеры, и так далее. Хотя нет прямых свидетельств, что Хаггард читал «Доктора Торна», но он явно был знаком с этой книгой, ибо она послужила претекстом ещё и для романа «Джоан Хейст» (1895). Р. Рив утверждал, что не может идти и речи о плагиате, ибо Хаггард, создавая идеологически окрашенное произведения, использовал «стратегию узнавания», предлагая потециальным читателям скрытое сравнение своего произведения с романом Троллопа и приглашая их оценить различия между главными героями. С точки зрения такой литературной стратегии, Терн окажется «моральным слабаком», который во всём уступает добродетельному Торну. Терн изначально стремится к богатству и славе, которые не принесли ничего хорошего ни ему, ни его дочери. Торн честен, порядочен, самоотвержен и неукоснительно предан интересам своей племянницы. Однако в конечном итоге Рив заявил, что Терн, несомненно, симпатичная личность, и образ его несомненно убедителен. Главной проблемой обоих врачей являлась нехватка средств для открытия практики, но у Терна ситуация намного более отчаянная. Его воспитывала нищая мать, и «…больше всего на свете я мечтал о богатстве», ибо Джеймс на практике убедился, что «нынешний мир высокой цивилизации создан для богачей». Это в итоге загнало его в ловушку, когда приняв наследство Стронга в обмен на выдвижение его кандидатуры от антипрививочников в Парламент, Терн не может спасти жизнь своей дочери. Становление личности троллоповского Торна проходило намного мягче: хотя он и не обладает большим состоянием, но детство и юность его прошли в относительном комфорте, не породив непомерных амбиций. Оборотной стороной воспитания стало преклонение перед генеалогией и «хорошей кровью», что взрастило в нём упрямство и гордость. Из-за этого Торн не пытался наладить отношений с коллегами-конкурентами, хотя точно так же не пытается им противодействовать. В собственной профессии он «прямолинеен до бесчувственности» и не пытается снискать расположение богатых и влиятельных пациентов. Терн в этом плане социабильнее, и лучше понимает окружающий его мир, знает цену деньгам, влиянию и социальной респектабельности. Ричард Рив заявил, что доктор Терн, вероятно, помимо воли Хаггарда, предстал в романе не просто как заблужденец-антивакцинатор, но как трагедийный герой. Трагедия его в том, что именно в случае Джеймса Терна реализовались могучие общественные силы, бессознательно формирующие каждую личность и определяющие её действия. В этом смысле Терн не иллюстрация морального примера, а демонстрация относительности понятий морального или аморального поведения.
Уоллес Бёрси утверждал, что в некотором смысле для Хаггарда «Доктор Терн» был экспериментом в области воздействия на читателя. Стиль повести назван «скупым и экономным»: писатель отказывался от любых второстепенных деталей, которые не способствуют развитию сюжета или отвлекают от авторской мысли. Как обычно для Хаггарда, произведение посвящено силе и мужественности: именно слабохарактерность главного героя привела его к падению. Весьма ярко обрисованы характеры сэра Джона Белла, готового на всё, чтобы погубить конкурента; и Стивена Стронга, который использует доктора Терна, чтобы покарать общество, а также его фанатичной жены Марты Стронг, жизнь которой составляют две почти маниакальные страсти, сплетённые воедино: что вакцинация вредна («дьяволопоклонничество и человеческое жертвоприношение») и что англичане — потомки потерянного колена Израилева. Эти «невинные» чудачества в результате приводят к гибели тысяч людей, хотя писатель и его герой не подвергают сомнение право Белла и Стронга на социальный статус и представительство широких народных масс. Впрочем, «Доктор Терн» так и остался эпизодом в писательской карьере Хаггарда, так как его читатели были потребителями романтических приключенческих историй, да и сам Генри Райдер, судя по дневнику и переписке, утомлялся от «мерзости, которой наполнена реальная жизнь». В автобиографии, законченной в 1912 году и преданной гласности после кончины, он прямо заявлял, что никогда не смог бы добиться успеха как писатель-реалист, ибо окружающая действительность «утомительна».

### «Доктор Терн», профессиональные медики и антивакцинаторское движение

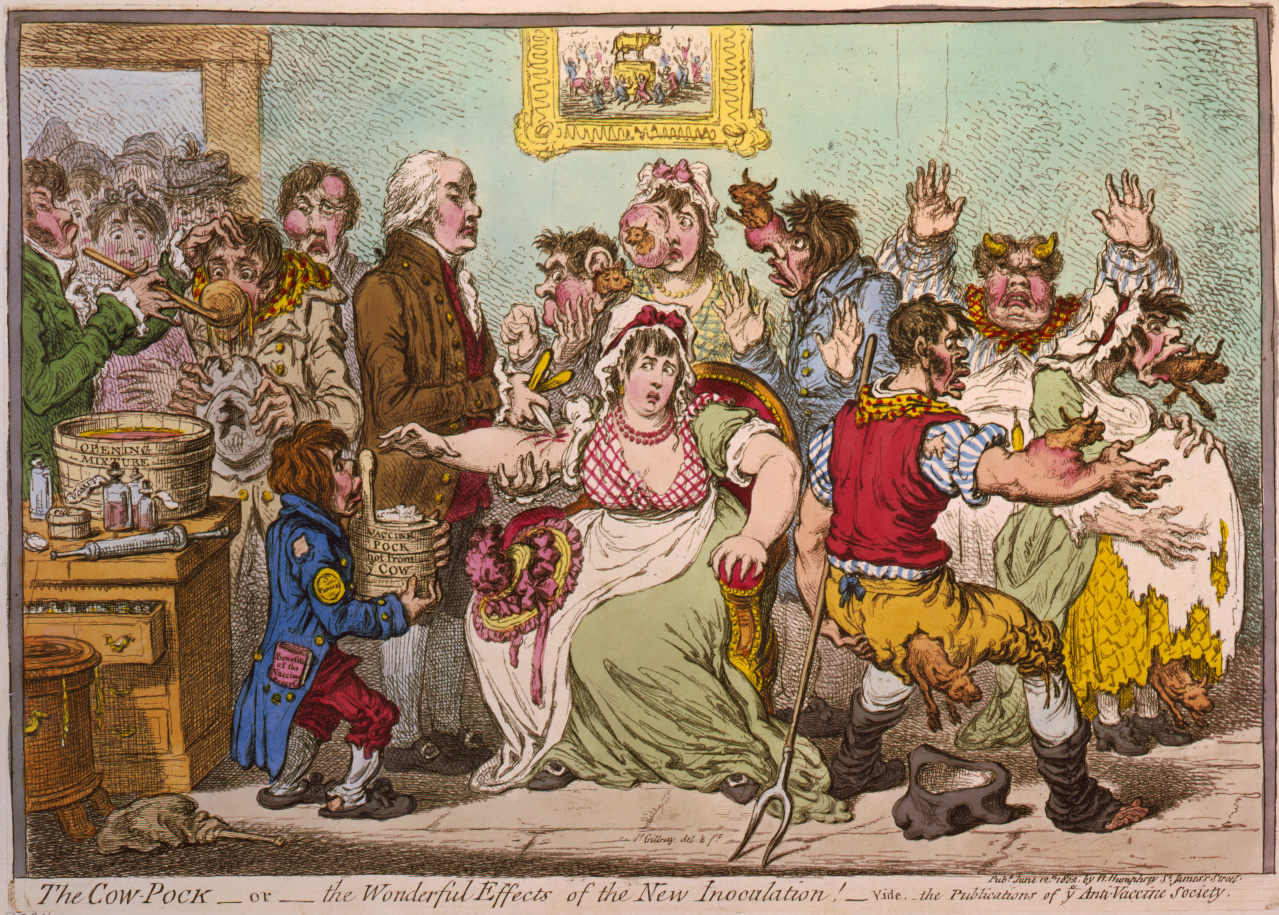
Карикатура Джеймса Гилрея, опубликованная «Антивакцинаторским обществом» в 1802 году. Сюжет высмеивает поверье, что вакцинация придаёт человеческому организму коровьи черты

В профессиональных медицинских изданиях Великобритании отношение к «Доктору Терну» было принципиально иным, чем в литературной среде. Так, в старейшем медицинском журнале «Ланцет» Хаггард сравнивался с Золя и Ибсеном. В филадельфийском журнале «Medical News» под заголовком «Нам пишут из Лондона» прямо сообщалось, что «наконец-то литераторы занялись нашими проблемами и могут сделаться союзниками». Очень высоко о романе отозвался обозреватель «British Medical Journal» — ведущего органа сторонников вакцинации. Рецензия получила название «Роман о вакцинации», в чём историк медицины Джулиана Броуд усматривала намёк на Уэллса, который обозначал жанр, в котором работал, как «научный роман». В рецензии приветствовался дидактизм «Доктора Терна» и его «безжалостный реализм», который, возможно, позволит преодолеть «самодовольство обывателя», и напомнит читателям, как быстро можно утратить с таким трудом завоёванный иммунитет. В обоих журналах подчёркивалась злободневность повести, так как в Великобритании стали наблюдаться серьёзные вспышки оспы, поэтому «Доктор Терн» — ни в коем случае не выдумка. По мнению Дж. Броуд, не был случайным и выбор года действия финала повести Хаггарда: как раз в 1895—1896 годах эпидемия оспы вызвала серьёзные проблемы в Глостере, — городе, слывшим оплотом антиквакцинаторов. Ходили слухи, что в разгар заболеваемости лидер врачей-антивакцинаторов Уолтер Хэдвен тайком привился сам со всем семейством; невозможно уточнить, было ли об этой истории известно Генри Хаггарду, и в какой степени она могла повлиять на творческий замысел.
В рабочей газете «The Star», известной критикой принудительной вакцинации, рецензия на «Доктора Терна» была помещена на первой полосе и заняла целую колонку (номер от 9 декабря 1898 года). Рецензия была выдержана в язвительном тоне: «наконец-то мистер Райдер Хаггард отказался от реальности „Ведьминых голов“, „Людей Тумана“, и тому подобного, чтобы, наконец-то, попробовать силы на поприще чистой фантазии: отныне его тема — преимущества вакцинации». Рецензент был внимателен к фактическим ошибкам писателя, уличив, что Хаггард не понимал разницы между чиновником, ответственным за вакцинацию, и врачом, который непосредственно её осуществлял. Обозреватель считал унизительным, что в английском городе применялись те же меры, что и в среде «африканских дикарей»: речь шла о строгих карантинных мерах и самоизоляции заражённых людей. Обозреватель органа антивакцинаторов «The Vaccination Inquirer» Уильям Тебб был менее суров к писателю, но считал, что книга «утомительна», а профессионального медика развлекут «мгновения блистательного невежества». По предположению Дж. Броуд, подобного рода столкновение мнений привело к невысоким темпам продаж издания книги Хаггарда, когда к февралю 1899 года половина отпечатанного тиража всё ещё пребывала на складах.
Журнальные публикации 1900 года имели принципиально иной охват, затронув не менее полумиллиона подписчиков. Ставка Хаггарда на религиозные издания привела к углублению критических разногласий и перенесению их в религиозную сферу. Так, в журнале «Church Sunday-School Magazine» прямо утверждалось, что только «зарегистрированный, крещёный и вакцинированный младенец должен считаться английским христианским ребёнком». Антивакцинаторы в ответ обращались к понятию свободы совести. Массовое ньюнсовское издание 1902 года оживило социальное измерение в критике повести. На антивакцинаторской конференции 1898 года в Линкольне отмечалось, что оформление свидетельства об отказе занимает половину оплачиваемого рабочего дня, что непосильно для подавляющего большинства рабочих и фермеров. В мае 1902 года «Ланцет» выпустил рецензию на издание «Доктора Терна», в котором был сделан акцент на «перевербованного» Джорджа Баттла, главы антивакцинаторов Рэшдена. Сам Хаггард, судя по дневнику и переписке, полагал, что ошибся с потенциальной читательской аудиторией. Ньюнсовское издание почти не вызвало реакции в прессе, за исключением рекламных объявлений. Дж. Броуд полагала, что это происходило из-за ориентации издания 1902 года на решение других задач: 2 декабря 1901 года журнал «Vaccination Inquirer» анонсировал издание полемического продолжения «Доктора Терна». Новый пропагандистский роман был написан главой Лиги антивакцинаторов Артуром Фелпсом, получил название «Владыка Денчестера, или Конец доктора Терна: автобиография», но не имел никакого успеха.

## Издания
- Haggard H. Rider. Doctor Therne. — London, New York and Bombay : Longmans, Green and co, 1898. — viii, 253 p.
- Haggard H. Rider. Doctor Therne : anti-vaccinist. — London : George Newnes, 1902. — v, 120 p.
- Доктор Терн : Роман Райдера Хаггарда / Пер. с англ. А. Энквист. — СПб. : П. П. Сойкин, 1903. — 141 с. — (Библиотека романов. Приключения на суше и на море; Кн. 12).
- Хаггард Г. Р. Доктор Терн / В обработке Л. и О. Брик ; Обложка В. Доброклонского. — М.—Л. : Госиздат, 1927. — 120 с. — (Библиотека молодежи).
- Хаггард Г. Р. Доктор Терн (повесть, перевод А. Энквист, иллюстрации И. Галкиной) // Собрание сочинений. В 10 т / Сост. М. Секей. — М. : ИЦ Терра, 1992. — Т. 8: Ледяные боги; Братья; Завещание мистера Мизона; Доктор Терн. — С. 485—539. — 543 с. — 50 000 экз. — ISBN 5-85255-221-6.
- Хаггард Г. Р. Доктор Терн (повесть, перевод Д. Налепиной) // Призраки острова Марион. — М. : Вече, 2019. — С. 5—178. — 512 с. — (Мастера приключений). — 3000 экз. — ISBN 978-5-4484-1288-2.